# Hyacinthe Deleplace
Pour les articles homonymes, voir Deleplace.
Hyacinthe Deleplace, né le 25 juin 1989 à Ambilly, est un athlète et skieur français handisport qui concourt en catégorie malvoyant/déficient visuel.
Entre 2006 et 2016, il est spécialisé en sprint handisport (catégorie T12) et médaillé mondial du 400 mètres et du relais 4 x 100 mètres.
Depuis 2016, il pratique le ski alpin handisport (catégorie B2) où il est vainqueur du classement général de la coupe du monde en 2021, triple champion du monde à Lillehammer en 2022 et médaillé paralympique à Pékin en 2022.

## Parcours sportif

### Jeunesse
Né à Ambilly, Hyacinthe Deleplace est atteint de cataracte congénitale, après correction il conserve une vision floue évaluée à moins de 1/10.
Bien qu’il ne soit pas issu d’une famille de skieur, il pratique le ski dès son enfance aux Gets. Il arrête cette activité quand sa famille déménage en région Lyonnaise, l’année de ses 10 ans, où il découvrira l'athlétisme grâce aux activités de l'UNSS,,.
Il étudie les sciences du sport à l’Université Claude Bernard à Lyon.

### Athlète handisport (2006- 2016)
Hyacinthe Deleplace commence sa carrière en 2006 à l'ASVEL,. 
En 2007, à Colorado Springs aux États-Unis, il décroche deux titres de champion du monde junior sur 100 m et 400 m (catégorie T12),,. 
En 2009, il rejoint le club de Décines Meyzieux Athlétisme où il est entrainé par Grégory Duval et il décroche le premier de ses quatre titres de champion de France. 
En 2011, il se classe respectivement 7e et 10e sur le 400 m et le 200 m (catégorie T12) des Championnats du monde d'athlétisme handisport à Christchurch en Nouvelle-Zélande.
En 2012, il participe aux Jeux paralympiques d'été à Londres où il termine 7e du 400 m (catégorie T12) avec un record personnel à la clé,,,,. En 200 m, il est disqualifié dès les séries.
Fin 2012, Hyacinthe Deleplace rejoint la section handisport du Lyon athlétisme où il est entrainé par Jimmy Jean-Joseph. 
Les championnats du monde d'athlétisme handisport 2013 ont lieu à Lyon sur le Stade du Rhône qui est son terrain d'entrainement habituel. À cette occasion, il remporte la médaille de bronze sur le 400 mètres T12 et sur le relais 4 × 100 mètres T11-13,,.
En 2015, il est sacré champion de France sur 200 m et 400 m lors des championnats de France Indoor à Nantes, ainsi que sur 400 m lors des championnats de France Open à Paris-Charléty,. 
Il met fin à sa carrière d’athlète handisport en 2016 pour s’orienter vers le ski alpin handisport.

### Skieur alpin handisport (2016 - )
Lors des jeux paralympiques d'hiver de 2014, Hyacinthe Deleplace découvre le ski alpin handisport à la télévision,.
En 2016, il déménage à Grenoble et rejoint le Grenoble Université Club. Il débute en ski alpin lors de la saison 2016-2017 en se consacrant dans un premier temps aux épreuves de slalom et de géant,,.

#### 2016-2018: Premières victoires nationales et européennes
En mars 2017, guidé par Loris Tresallet, il sacré champion de France de Géant lors des championnats de France de ski et snowboard handisport aux Saisies.
En janvier 2018, guidé Frederic Mazieres, lors de l'étape de coupe d'Europe, à Sella Nevea en Italie, il gagne les trois courses pour déficients visuels : deux super G et le slalom géant.

#### 2018-2020: Arrivée de Maxime Jourdan et première victoire mondiale
Grâce à l’appui de son club le Grenoble Université Club, Hyacinthe Deleplace rencontre en 2018 Maxime Jourdan qui deviendra son guide attitré,,.
Sa première victoire mondiale intervient lors de l'étape de la coupe du monde 2018-2019 à La Molina, en Espagne où il remporte le slalom géant,. Il termine cette saison à la deuxième place du classement général de la coupe du monde catégorie malvoyant. Il remporte, au sein de l'équipe de France masculine, le classement par équipe.
En mars 2020, lors des championnats de France à Peisey Vallandry, il est sacré champion de France de super-G, géant et slalom.

#### 2020-2021: Gros globe de cristal et arrivée de Valentin Giraud Moine
À l’issue de la saison 2020-2021 de la coupe du monde, Hyacinthe Deleplace remporte le gros globe de la coupe du monde en catégorie déficient visuel. Il empoche également les classements de slalom et de descente,,,,.

#### 2021-2022: Arrivée de Valentin Giraud-Moine, triple couronne mondiale et médaille paralympique
En 2021, à la recherche d’un second guide, il prend contact avec Valentin Giraud-Moine, ancien skieur professionnel ayant mis un terme à sa carrière à cause d'une blessure. Après des tests, Valentin Giraud-Moine rejoint l’équipe en tant que guide pour les épreuves de vitesse, Maxime Jourdan restant le guide pour les épreuves techniques,,.
En janvier 2022, les championnats du monde ont lieu à Lillehammer en Norvège. Hyacinthe Deleplace y remporte trois médailles d’or en catégorie malvoyant. En descente, guidé par Valentin Giraud-Moine, il réalise un temps de 1 min 9 s 88, devançant les slovaques Miroslav Haraus et Jakub Krako. En Super-G, guidé par Valentin Giraud-Moine, il s'impose pour 26 centièmes devant l'autrichien Johannes Aigner, le slovaque Miroslav Haraus prenant la troisième place. En super combiné, guidé par Valentin Giraud-Moine et Maxime Jourdan, il s'impose en 1 min 51 s 92 devant le britannique Neil Simpson et le slovaque Miroslav Haraus. Guidé par Maxime Jourdan, il remporte la médaille de bronze en slalom géant et prend la 5e place du slalom,,,,,. 
Arrivé en favoris aux Jeux Paralympiques de Pékin 2022, il réalise une compétition en demi-teinte. Il remporte la médaille de bronze en descente avec un temps de 1 min 14 s 10, à 65 centièmes de l'autrichien Johannes Aigner qui a remporté la course devant le canadien Mac Marcoux. Il n'obtient pas d'autres médaille, se classant 4e du Super-G (alors qu'il était premier après la première manche), 4e du slalom, 5e du super combiné et abandonnant sur chute lors du slalom géant,,,.
Lors des championnats de France 2022 à Montgenèvre, guidé par Maxime Jourdan, il est sacré champion de France de géant et de slalom, catégorie déficients visuels ainsi que champion de France de skicross handisport.
Le 30 mars 2022, il est décoré chevalier de l’ordre national du mérite en compagnie de son guide Valentin Giraud-Moine lors de la traditionnelle promotion olympique et paralympique.

## Palmarès

### Palmarès en athlétisme handisport
| Date | Compétition                      | Lieu         | Résultat | Épreuve                      | Performance |
| ---- | -------------------------------- | ------------ | -------- | ---------------------------- | ----------- |
| 2011 | Championnats du monde handisport | Christchurch | 10e      | 200 mètres T12               | 23 s 53     |
| 2011 | Championnats du monde handisport | Christchurch | 7e       | 400 mètres T12               | 54 s 54     |
| 2012 | Jeux paralympiques               | Londres      | DSQ      | 200 mètres T12               | -           |
| 2012 | Jeux paralympiques               | Londres      | 7e       | 400 mètres T12               | 51 s 40     |
| 2013 | Championnats du monde handisport | Lyon         | 3e       | 400 mètres T12               | 51 s 18     |
| 2013 | Championnats du monde handisport | Lyon         | 3e       | Relais 4 × 100 mètres T11-13 | 44 s 70     |

### Palmarès en ski alpin handisport
| Date | Compétition                      | Lieu        | Résultat | Épreuve          | Performance                  |
| ---- | -------------------------------- | ----------- | -------- | ---------------- | ---------------------------- |
| 2022 | Championnats du monde handisport | Lillehammer | 1er      | Descente B2      | 1 min 9 s 88                 |
| 2022 | Championnats du monde handisport | Lillehammer | 1er      | Super G B2       | 1 min 5 s 79 et 1 min 6 s 28 |
| 2022 | Championnats du monde handisport | Lillehammer | 1er      | Super combiné B2 | 1 min 51 s 92                |
| 2022 | Championnats du monde handisport | Lillehammer | 3e       | Slalom géant B2  | 2 min 17 s 92                |
| 2022 | Championnats du monde handisport | Lillehammer | 5e       | Slalom B2        | 1 min 32 s 62                |
| 2022 | Jeux paralympiques               | Pékin       | 3e       | Descente B2      | 1 min 14 s 10                |
| 2022 | Jeux paralympiques               | Pékin       | 4e       | Super G B2       | 1 min 9 s 12 et 1 min 9 s 78 |
| 2022 | Jeux paralympiques               | Pékin       | 5e       | Super combiné B2 | 1 min 56 s 74                |
| 2022 | Jeux paralympiques               | Pékin       | DNF      | Slalom géant B2  | -                            |
| 2022 | Jeux paralympiques               | Pékin       | 4e       | Slalom B2        | 1 min 37 s 15                |

#### Classements en coupe du monde
| Saison / Classement | Général | Général | Slalom | Slalom | Slalom Géant | Slalom Géant | Super Combiné | Super Combiné | Super G | Super G | Descente | Descente |
| ------------------- | ------- | ------- | ------ | ------ | ------------ | ------------ | ------------- | ------------- | ------- | ------- | -------- | -------- |
| Saison / Classement | Class.  | Points  | Class. | Points | Class.       | Points       | Class.        | Points        | Class.  | Points  | Class.   | Points   |
| 2018-2019           | 2e      | 760     | 2e     | 260    | 3e           | 290          | -             | -             | 2e      | 210     | -        | -        |
| 2019-2020           | 8e      | 210     | 2e     | 160    | 8e           | 50           | -             | -             | -       | -       | -        | -        |
| 2020-2021           | 1re     | 750     | 1re    | 230    | 3e           | 180          | -             | -             | 2e      | 140     | 1re      | 200      |
| 2021-2022           | 3e      | 760     | 8e     | 45     | 4e           | 215          | 1re           | 100           | 2e      | 240     | 1re      | 160      |